# Seznam ostrovů Faerských ostrovů

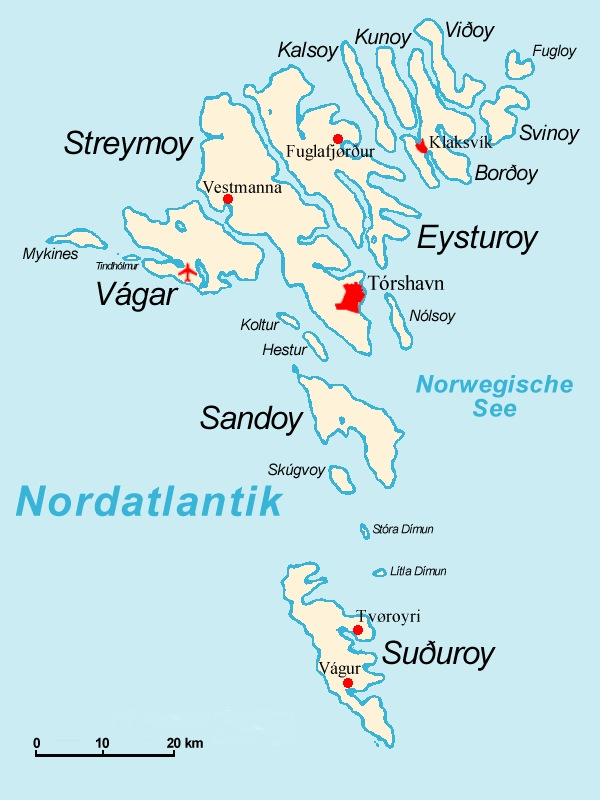
mapa Faerských ostrovů

Faerské ostrovy tvoří 18 ostrovů s rozlohou nad 0,75 km², 11 ostrovů nad 0,75 hektaru a okolo 750 malých skalnatých ostrůvků. Zde je seznam ostrovů a ostrůvků.

## Tabulka ostrovů
| ostrov      | rozloha (km²) | pobřeží (km) | max.nadm. výška (m) | nejvyšší vrchol   | počet obyvatel | hustota zalidnění | největší sídlo | část státu    | část moře       | souostroví      | lokalizace                      |
| ----------- | ------------- | ------------ | ------------------- | ----------------- | -------------- | ----------------- | -------------- | ------------- | --------------- | --------------- | ------------------------------- |
| Streymoy    | 373,5         | —            | 789                 | Kopsenni          | 21 900         | 58,6              | Tórshavn       | Streymoy      | —               | Faerské ostrovy | 62°8′ s. š., 7° z. d.           |
| Eysturoy    | 286,3         | —            | 882                 | Slættaratindur    | 10 810         | 37,8              | Fuglafjørður   | Eysturoy      | —               | Faerské ostrovy | 62°13′ s. š., 6°53′ z. d.       |
| Vágar       | 175,4         | —            | 722                 | Árnafjall         | 2 949          | 16,8              | Sørvágur       | Vágar         | —               | Faerské ostrovy | 62°5′ s. š., 7°16′ z. d.        |
| Suðuroy     | 163,7         | —            | 610                 | Gluggarnir        | 5 041          | 30,8              | Vágur          | Suðuroy       | —               | Faerské ostrovy | 61°32′ s. š., 6°51′ z. d.       |
| Sandoy      | 110,8         | —            | 479                 | Tindur            | 1 407          | 12,7              | Sandur         | Sandoy        | —               | Faerské ostrovy | 61°51′ s. š., 6°47′ z. d.       |
| Borðoy      | 95,0          | —            | 755                 | Lokki             | 5 002          | 52,7              | Klaksvík       | Norðuroyggjar | —               | Faerské ostrovy | 62°14′54″ s. š., 6°33′27″ z. d. |
| Viðoy       | 40,4          | —            | 841                 | Villingadalsfjall | 596            | 14,8              | Hvannasund     | Norðuroyggjar | Norské moře     | Faerské ostrovy | 62°20′ s. š., 6°31′ z. d.       |
| Kunoy       | 35,5          | —            | 830                 | Kúvingafjall      | 157            | 4,4               | Haraldssund    | Norðuroyggjar | —               | Faerské ostrovy | 62°18′ s. š., 6°39′ z. d.       |
| Kalsoy      | 30,9          | —            | 787                 | Nestindar         | 129            | 4,2               | Mikladalur     | Norðuroyggjar | —               | Faerské ostrovy | 62°17′ s. š., 6°44′ z. d.       |
| Svínoy      | 27,4          | —            | 587                 | Havnartindur      | 52             | 1,9               | Svínoy         | Norðuroyggjar | Norské moře     | Faerské ostrovy | 62°16′ s. š., 6°22′ z. d.       |
| Fugloy      | 11,2          | —            | 620                 | Klubbin           | 33             | 2,9               | Kirkja         | Norðuroyggjar | Norské moře     | Faerské ostrovy | 62°20′8″ s. š., 6°18′26″ z. d.  |
| Nólsoy      | 10,3          | —            | 372                 | Eggjarklettur     | 252            | 24,5              | Nólsoy         | Streymoy      | —               | Faerské ostrovy | 61°59′ s. š., 6°39′ z. d.       |
| Mykines     | 10,3          | —            | 560                 | Knúkur            | 19             | 1,8               | Mykines        | Vágar         | —               | Faerské ostrovy | 62°6′ s. š., 7°36′ z. d.        |
| Skúvoy      | 10,0          | —            | 392                 | Knútur            | 50             | 5,0               | Skúvoy         | Sandoy        | —               | Faerské ostrovy | 61°46′ s. š., 6°49′ z. d.       |
| Hestur      | 6,1           | —            | 421                 | Múlin, Eggjarrók  | 34             | 5,6               | Hestur         | Streymoy      | Skopunarfjørður | Faerské ostrovy | 61°57′17″ s. š., 6°53′15″ z. d. |
| Stóra Dímun | 2,7           | —            | 396                 | Høgoyggj          | 7              | 2,6               | Dímun          | Sandoy        | —               | Faerské ostrovy | 61°41′ s. š., 6°44′ z. d.       |
| Koltur      | 2,5           | —            | 477                 | Uppi á Oyggj      | 2              | 0,8               | Koltur         | Streymoy      | Skopunarfjørður | Faerské ostrovy | 61°59′ s. š., 6°58′ z. d.       |
| Lítla Dímun | 0,82          | —            | 414                 | Rávan             | 0              | 0,0               | —              | Suðuroy       | —               | Faerské ostrovy | 61°37′59″ s. š., 6°42′29″ z. d. |

## Tabulka ostrůvků
| Ostrůvek         | Rozloha (km²) | Nejvyšší bod (m) | Nejbližší ostrov |
| ---------------- | ------------- | ---------------- | ---------------- |
| Tindhólmur       | 0,65          | 262              | Vágar            |
| Mykineshólmur    | 0,45          | 104              | Mykines          |
| Trøllhøvdi       | 0,19          | 123              | Sandoy           |
| Gáshólmur        | 0,10          | 65               | Vágar            |
| Tjaldavíkshólmur | 0,075         | cca 20           | Suðuroy          |
| Sumbiarhólmur    | 0,07          | cca 10           | Suðuroy          |
| Lopranshólmur    | 0,034         | cca 35           | Suðuroy          |
| Kirkjubøhólmur   | 0,02          | 2                | Streymoy         |
| Hovshólmur       | 0,017         | cca 5            | Suðuroy          |
| Hoyvíkshólmur    | 0,008         | cca 5            | Streymoy         |
| Baglhólmur       | 0,008         | cca 5            | Suðuroy          |

## Galerie

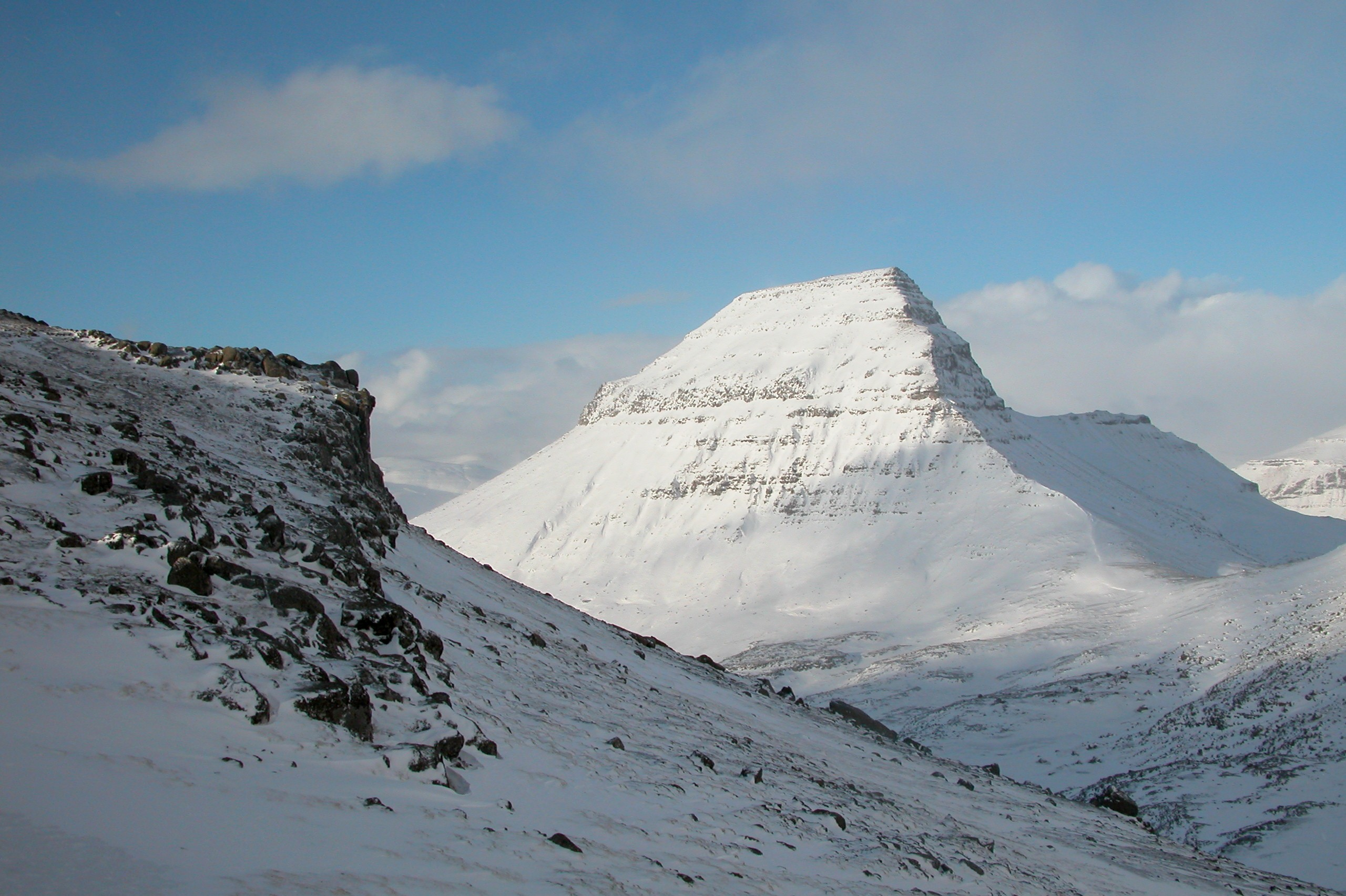
Streymoy
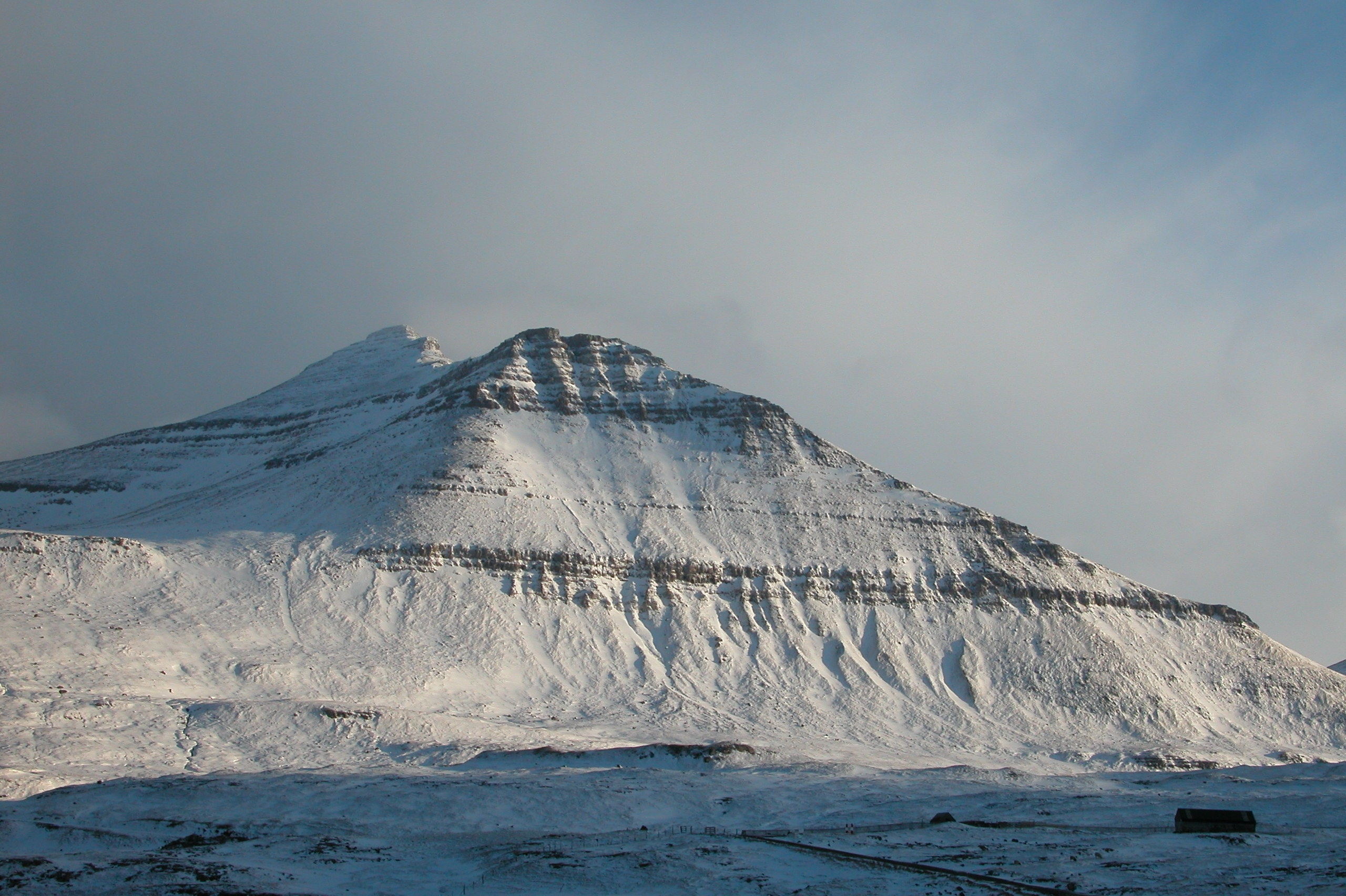
Eysturoy
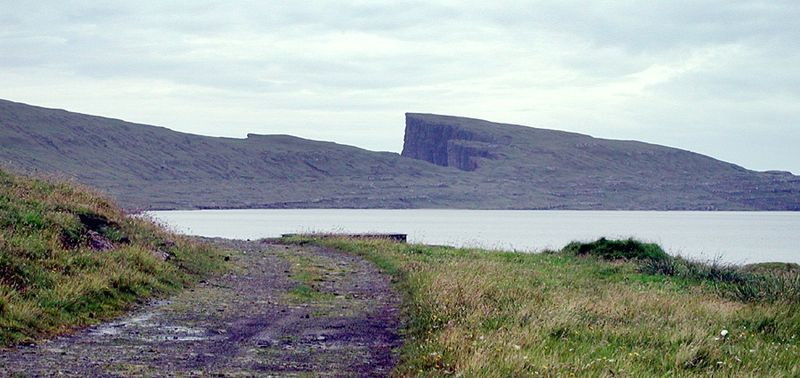
Vágar
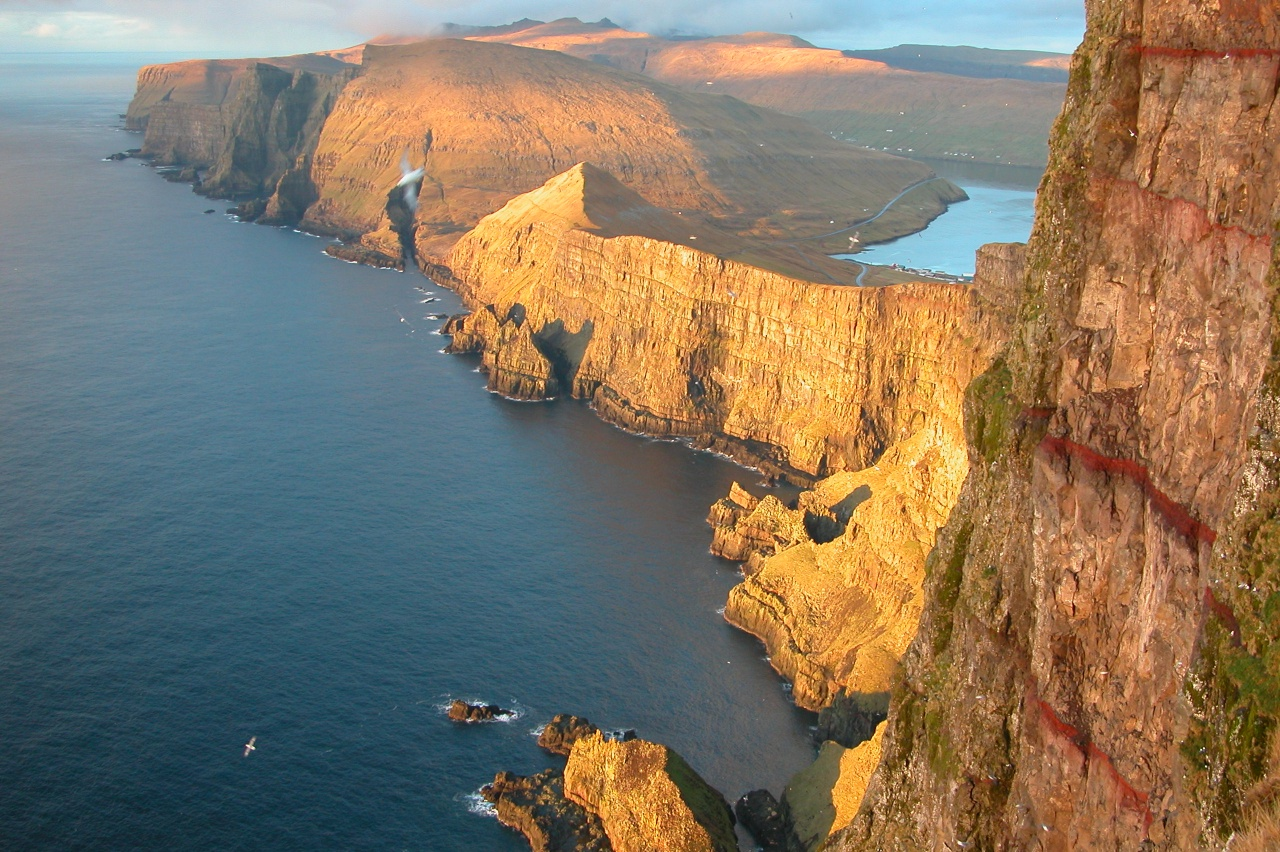
Suðuroy
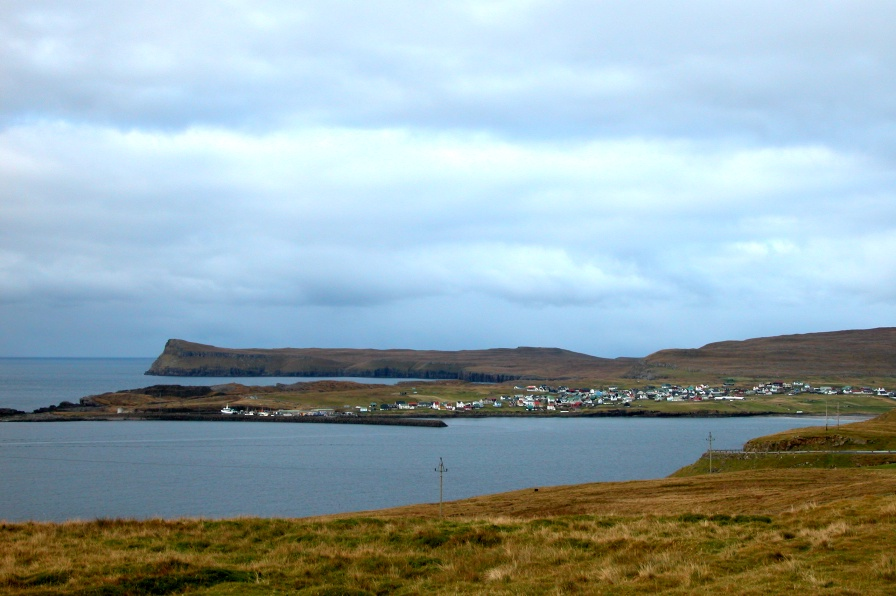
Sandoy
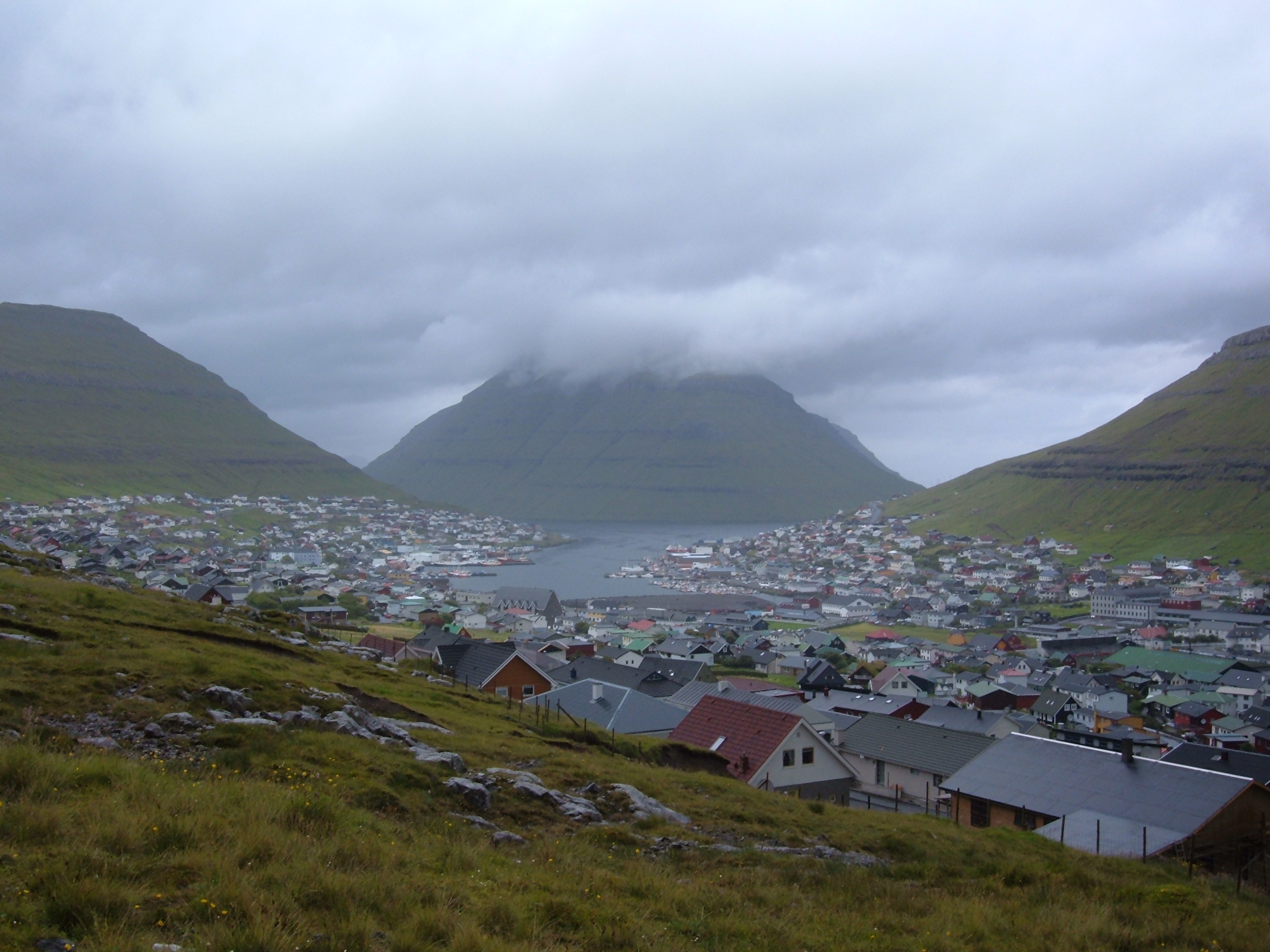
Borðoy
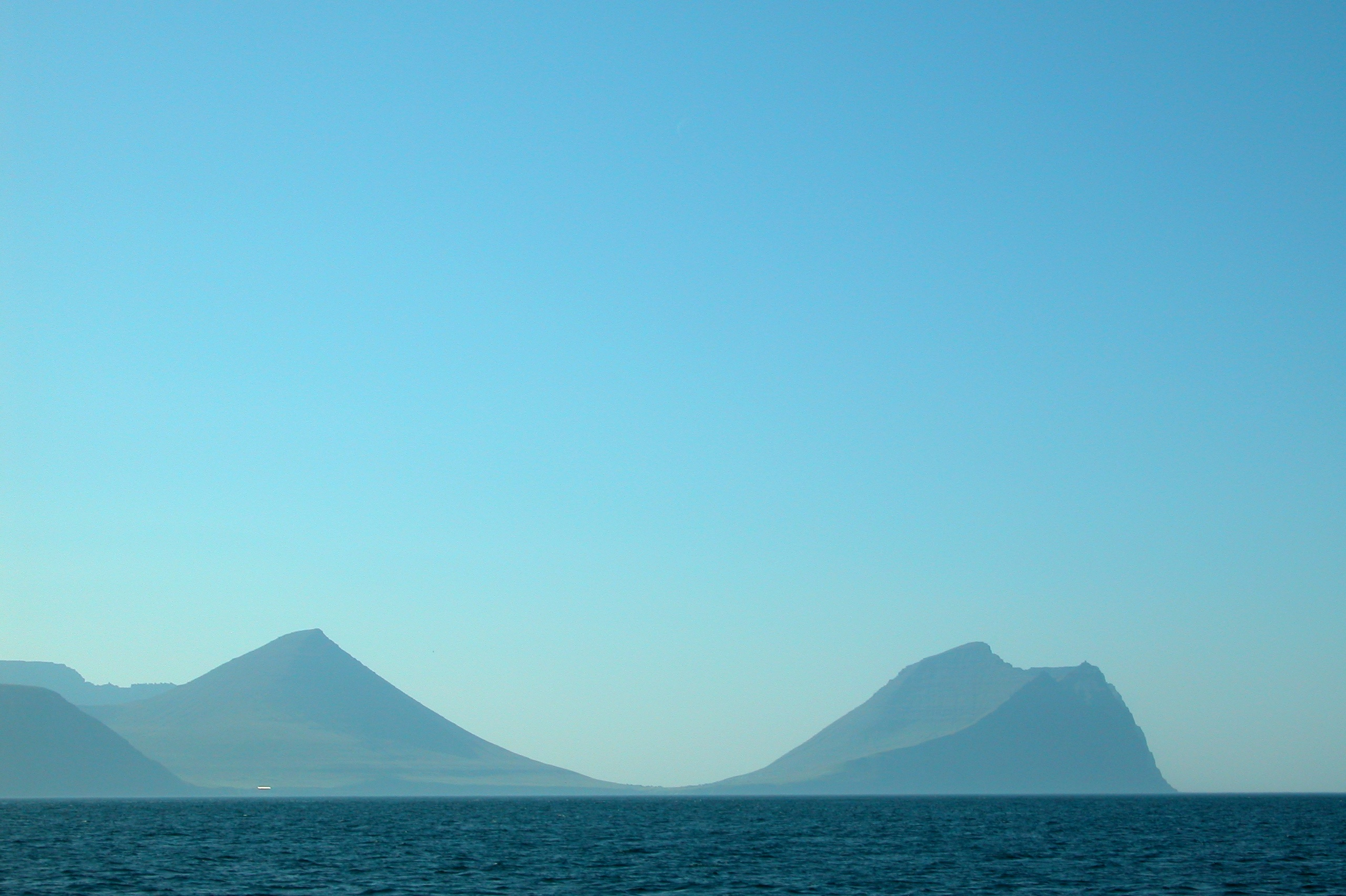
Viðoy
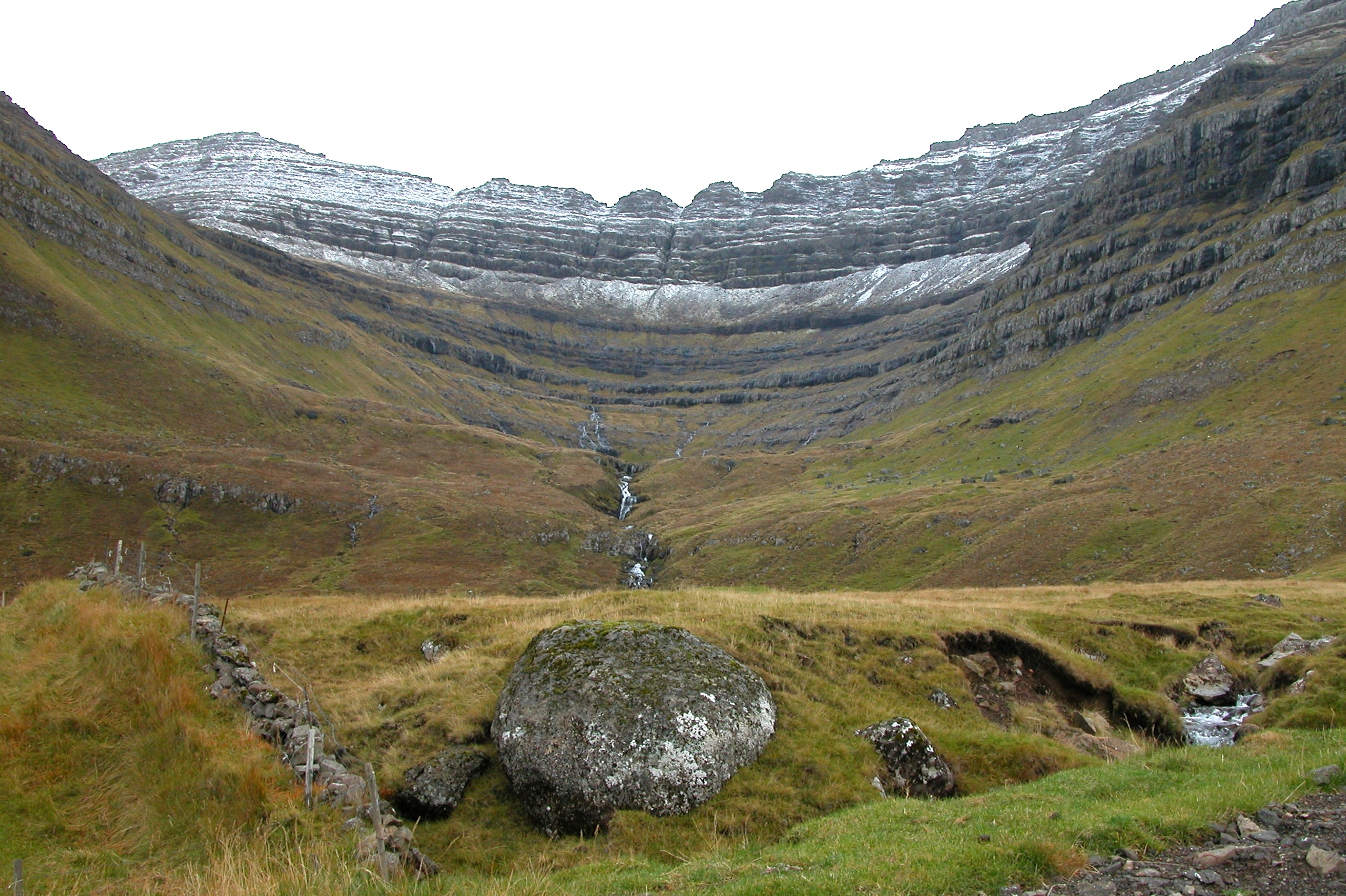
Kunoy
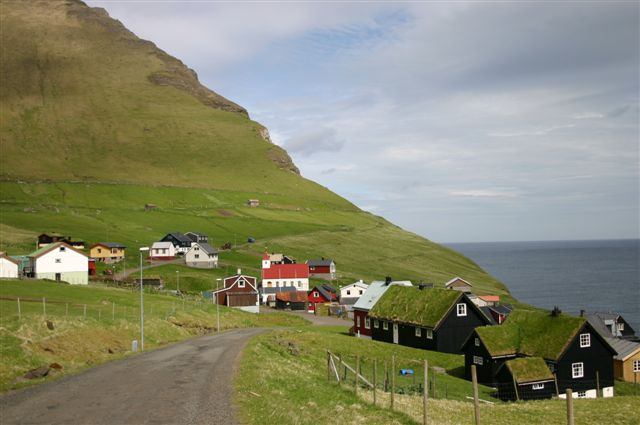
Kalsoy
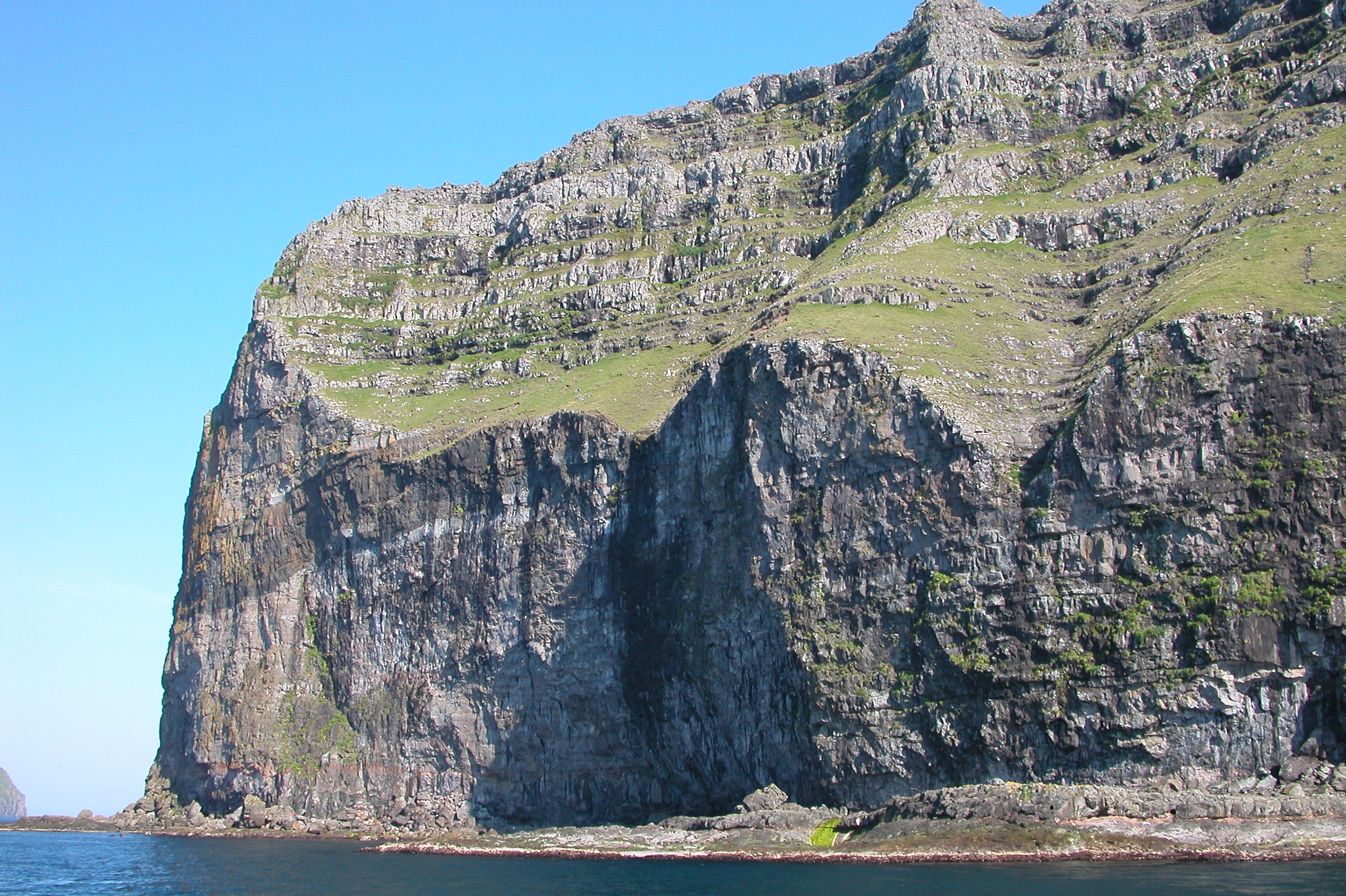
Svínoy
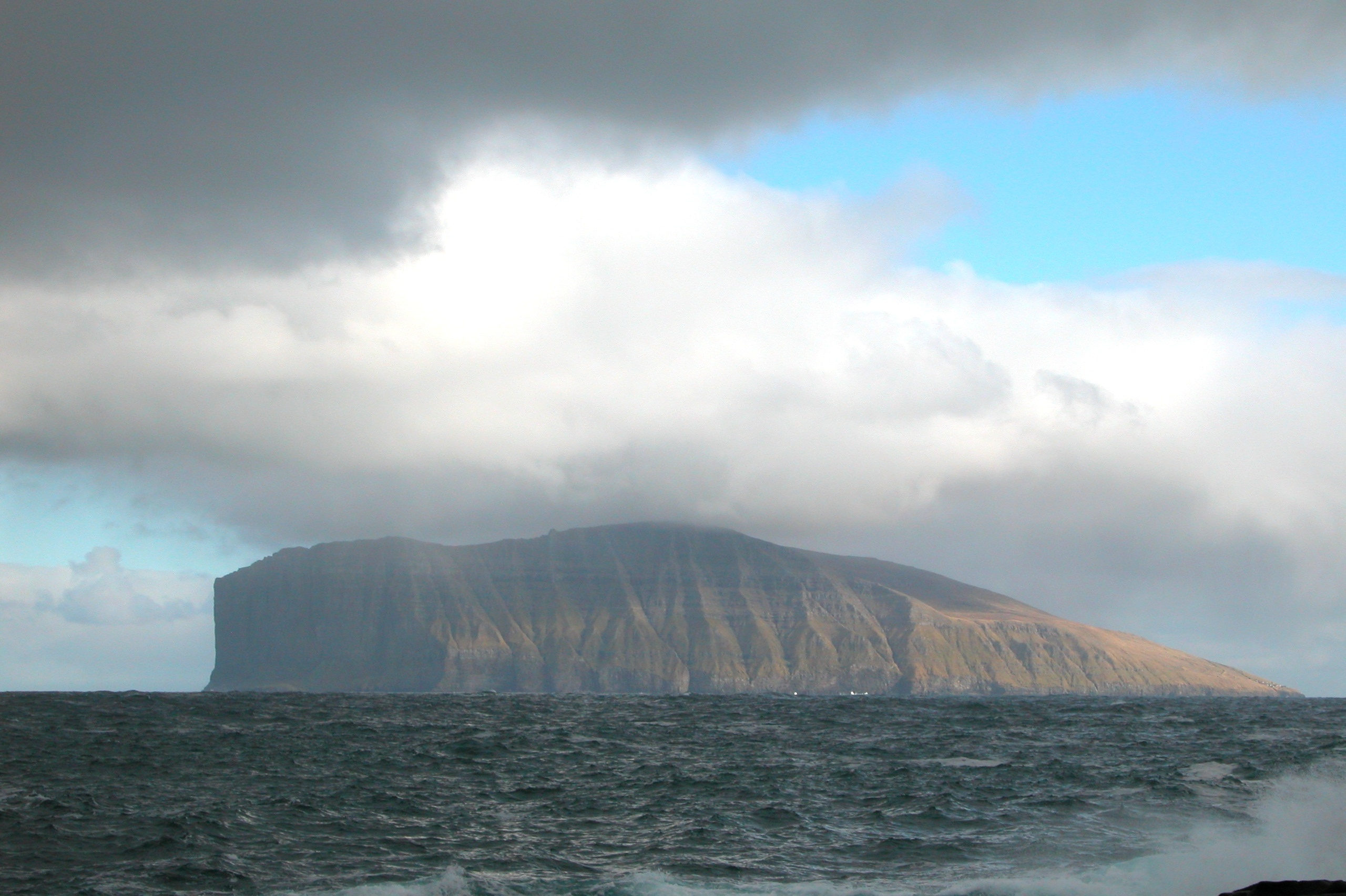
Fugloy
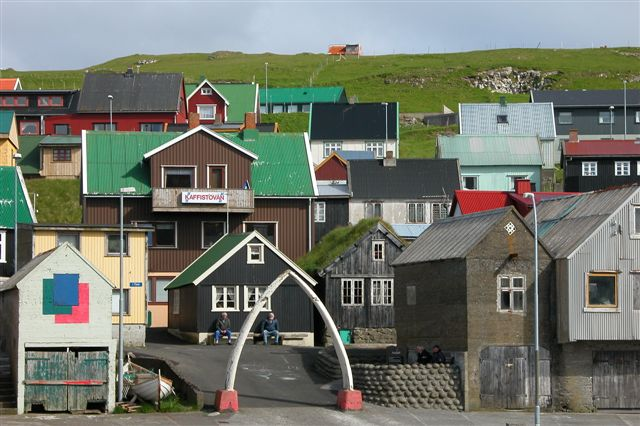
Nólsoy
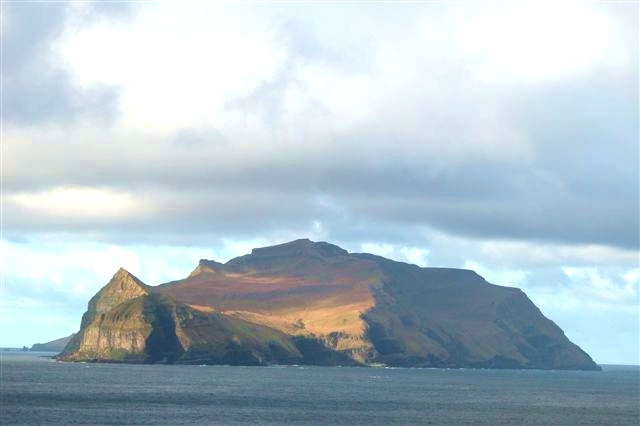
Mykines
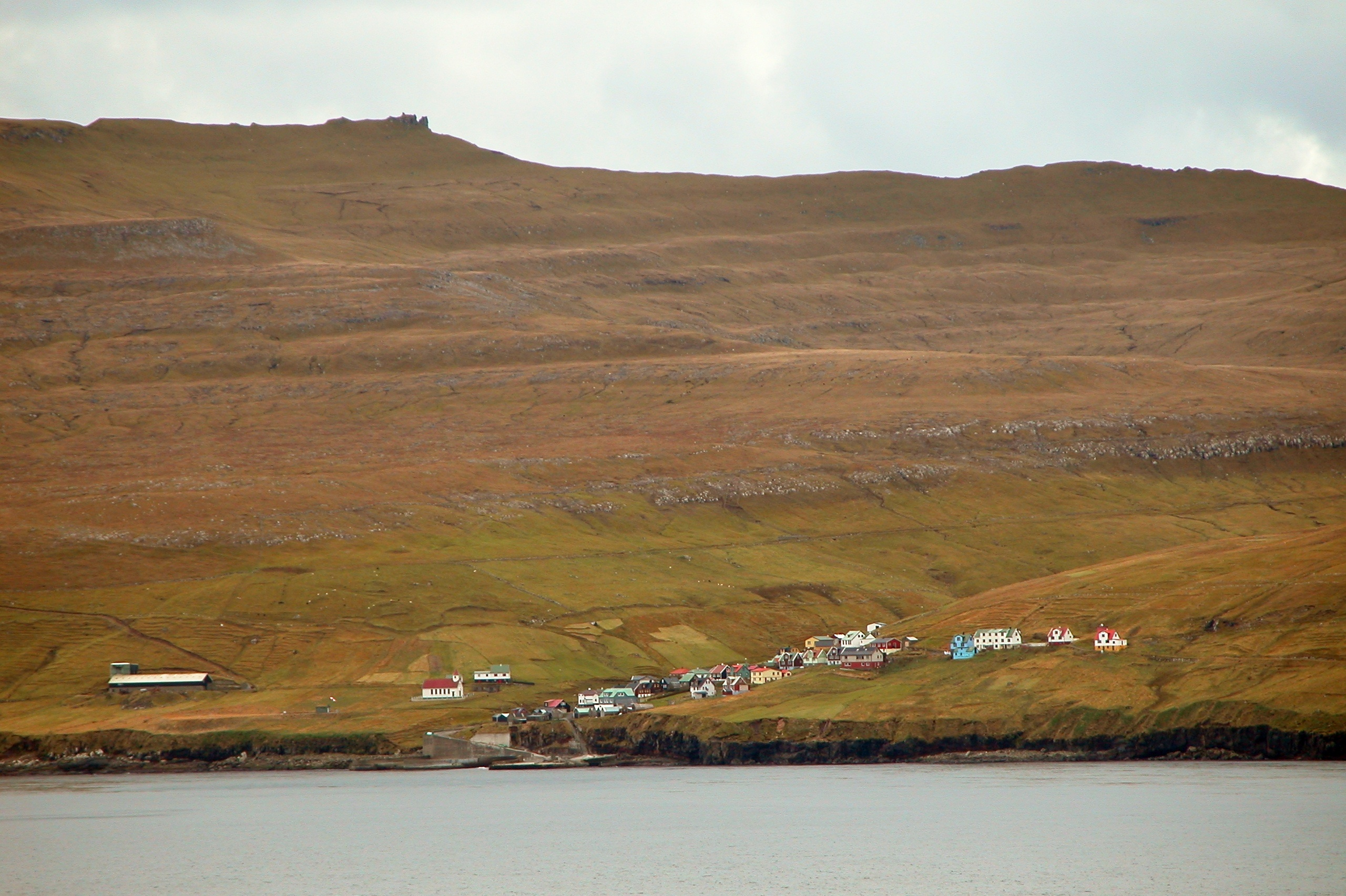
Skúvoy
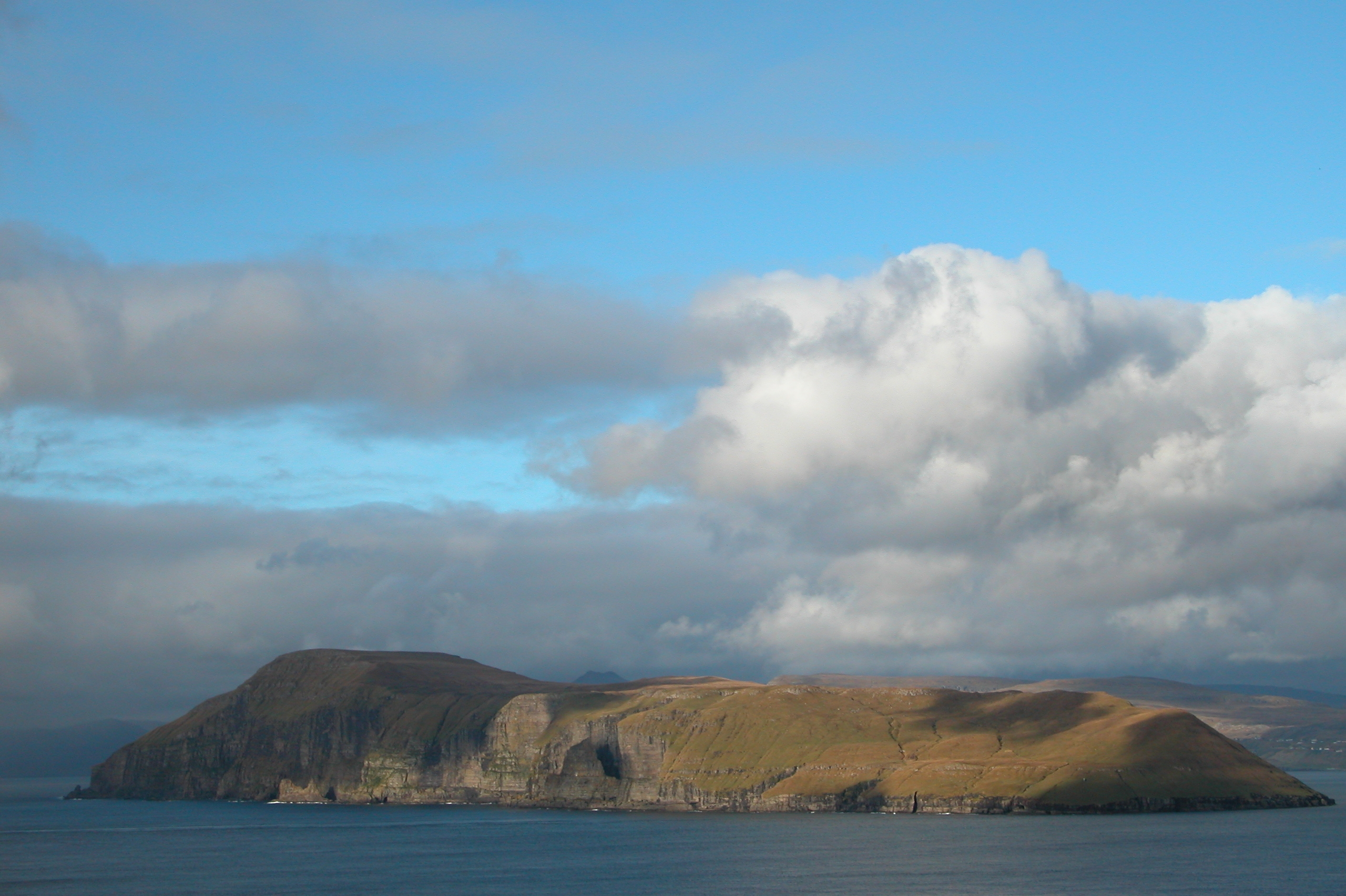
Hestur
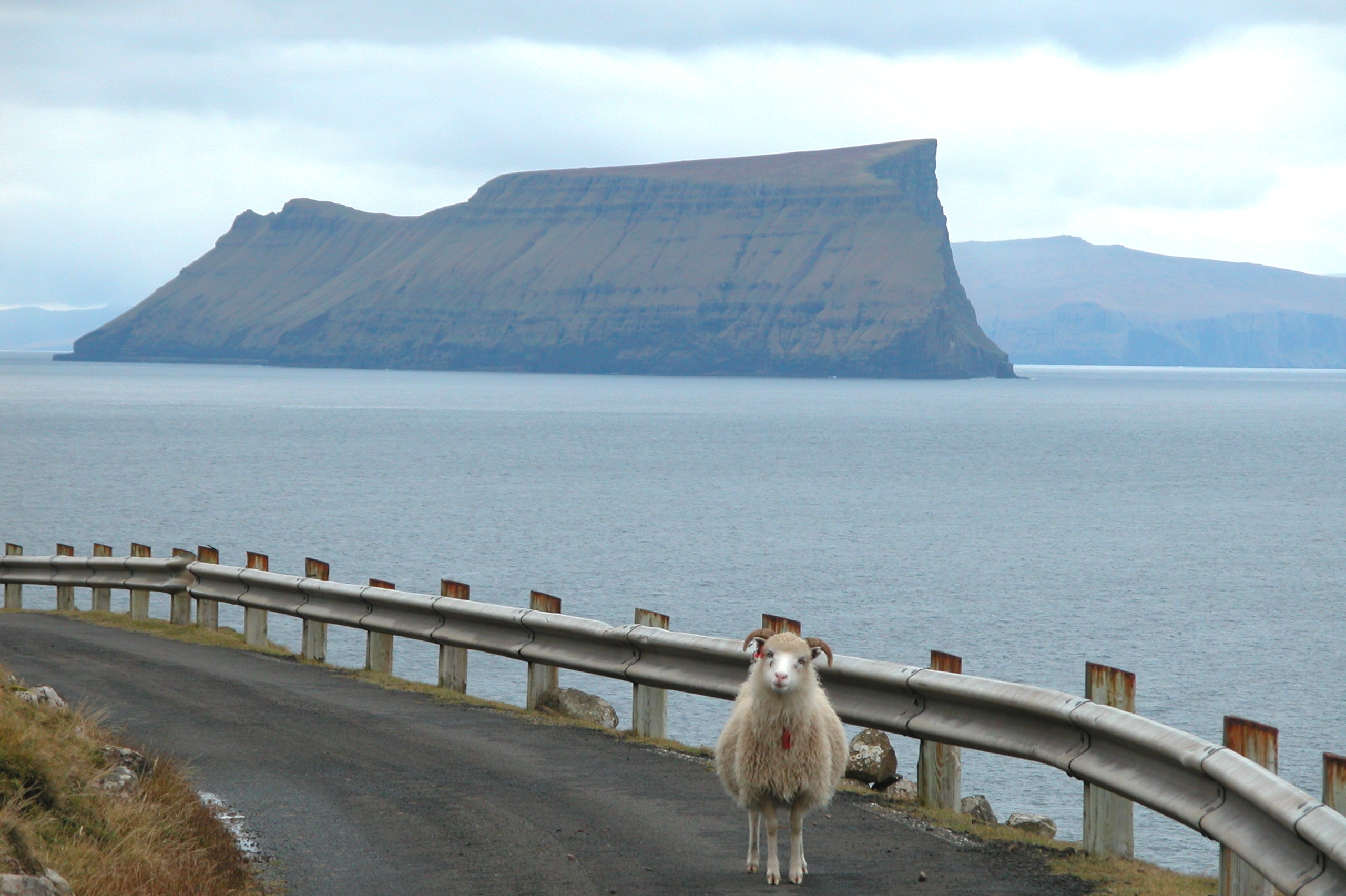
Stóra Dímun
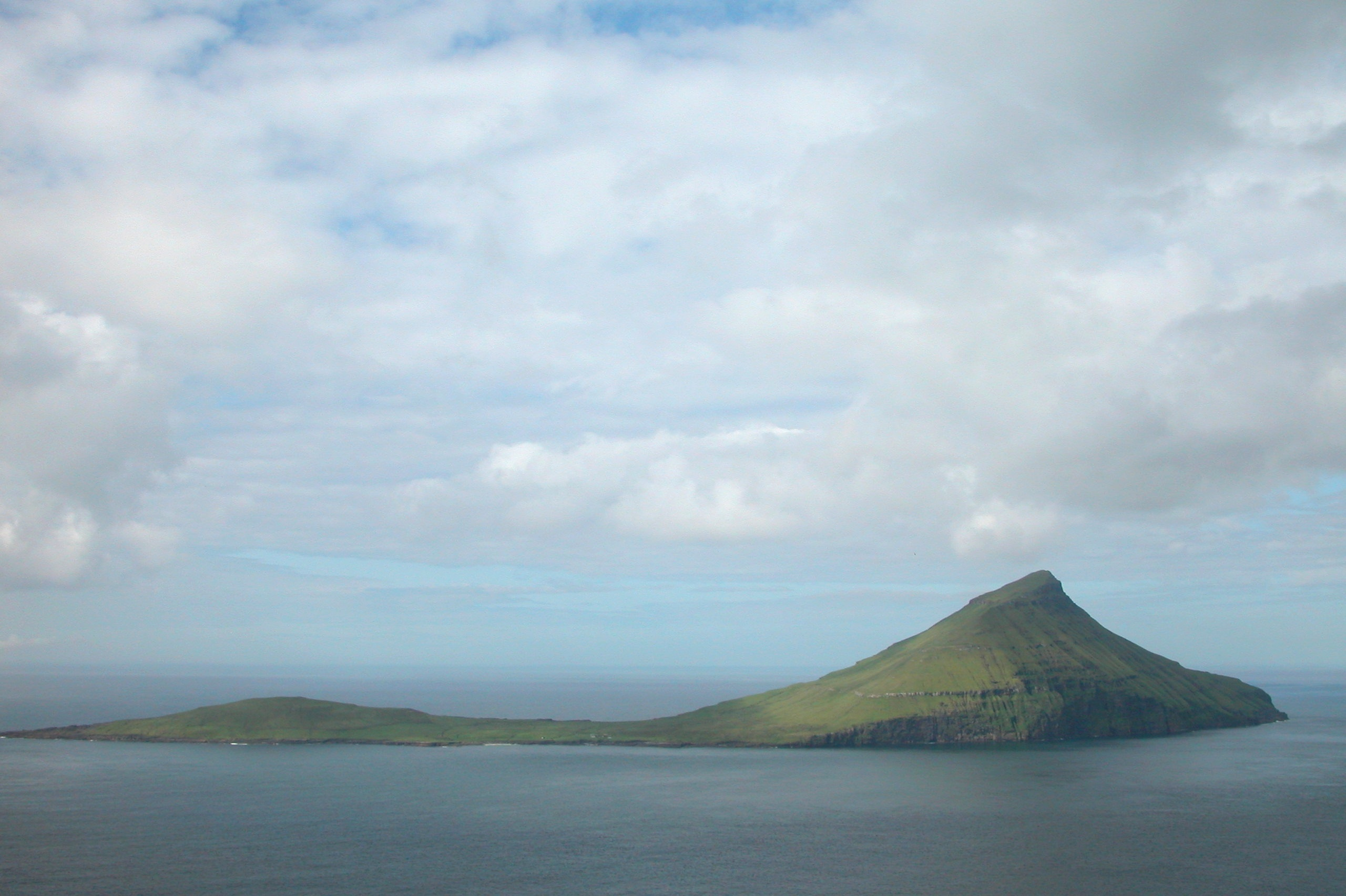
Koltur
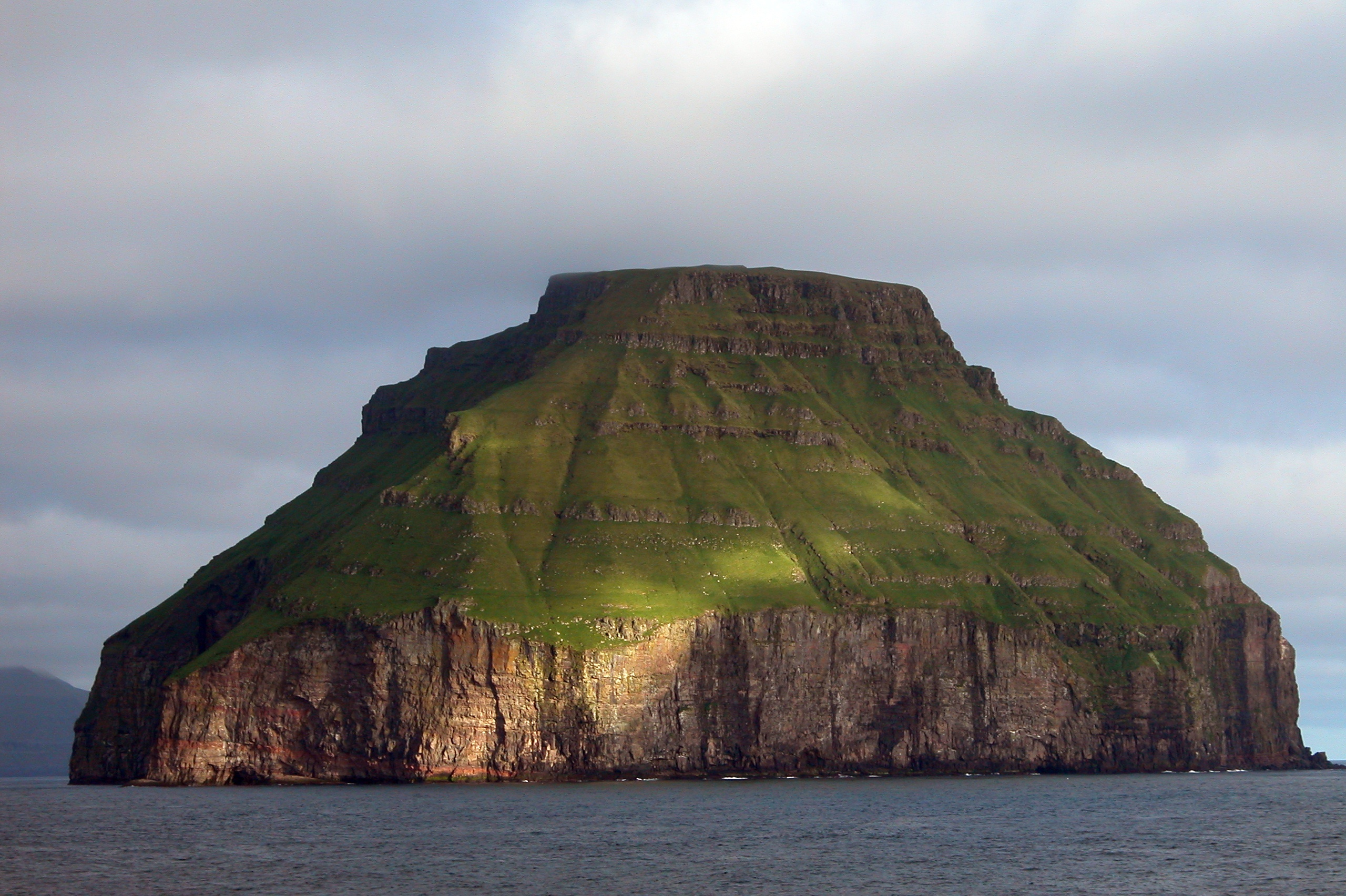
Lítla Dímun
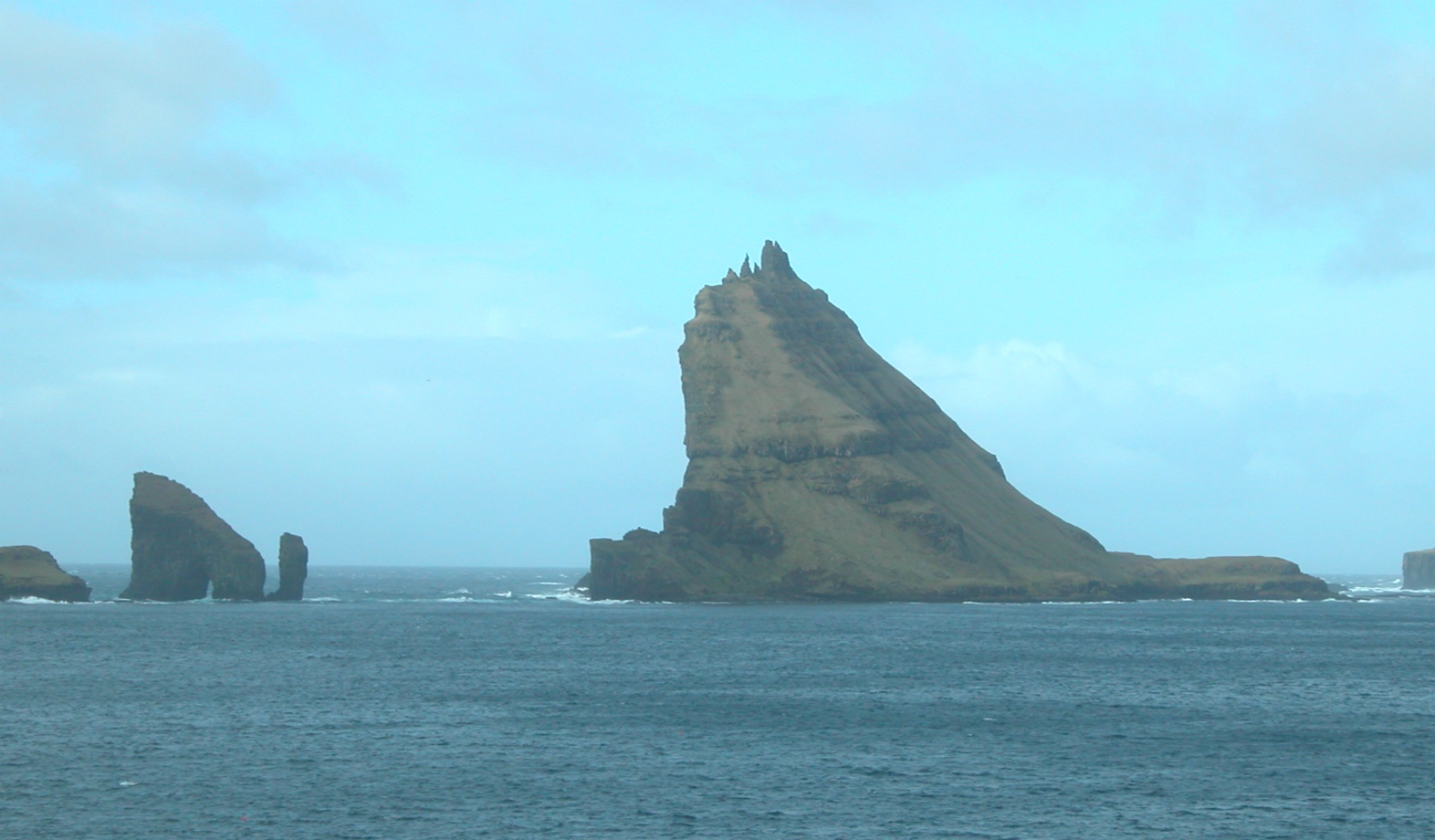
Tindhólmur
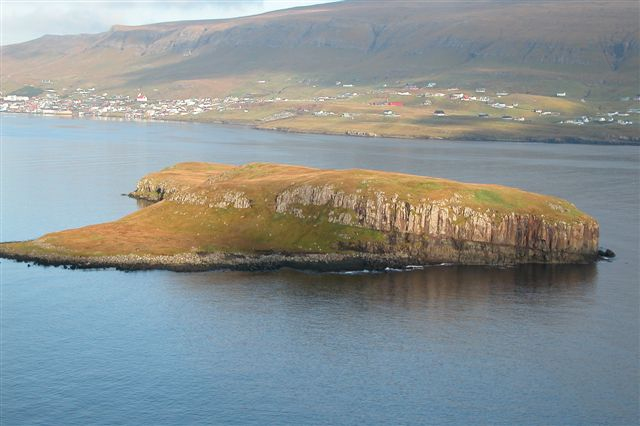
Tjaldavíkshólmur